# ブラー (アルバム)
『ブラー』（Blur）は、イギリスのオルタナティヴ・ロック・バンド、ブラーの5枚目のスタジオ・アルバム。1997年にリリースされ、全英1位を記録。ブラーにとってマーケティングの鬼門とされていたアメリカでもシングル「ソング2」がヒット。アルバムはイギリスではプラチナム、アメリカではゴールドに認定された。

## 概要
1990年代中ごろのイギリスに起こった一大国民的音楽ムーブメント、「ブリットポップ」ブームは、オアシスとブラーのシングル対決などを始めとするマスメディアの過剰な狂騒や、雨後の竹の子のごとく出現してきたフォロワー・バンドによって、陳腐化しつつあった。ブラーはまさにブリットポップの旗手として広く認識されていたが、このような状況にバンドは疲弊し、渦中のデーモン・アルバーンは「ブリットポップは死んだ」と発言。バンドは「脱ブリットポップ」を志向し、その音楽性はアメリカへと接近していく。
デーモンは当時友人関係にあったペイヴメントのスティーヴン・マルクマスなどを始めとするアメリカのオルタナティヴ・ロックを聴きこむようになり、また、かねてよりアメリカのインディー・ロックに傾倒していたギタリスト、グレアム・コクソンも今までにないほど楽曲に貢献。その結果、ノイズロック、ローファイ、ガレージロックとでも形容されるようなサウンドを聞かせるようになる。ガレージ・ロック的要素とミニマリズムも備えつつ、ノイズロック的な難解さも併せ持った音楽性は、これまでのポップなブラーのアルバムとは180度異なるものとなった。このアルバムは、ブリットポップ期からのファンには賛否両論があったが、それ以上に新しいファンを獲得。この一枚によってブラーは、単にムーヴメントの代表格というだけでなく、アーティスティックな面でも正当に評価されるようになったと言われる。
タイトルはバンド名と混同されてしまわないよう、「無題アルバム」と呼ばれたり、英語圏では「Five」、もしくは急患が担ぎ込まれていく様子が描かれたディスクジャケットから「ナース・アルバム」とも言われる。
初期のセッションはロンドンのメイフェアのスタジオで録音され、ある程度曲が完成した後、デーモンとアレックス・ジェームスが、アイスランドのレイキャヴィークで仕上げのレコーディングをした。

## 収録曲
特筆のない限り、作詞・アルバーン、作曲・アルバーン、コクソン、ジェームス、デイヴ・ロウントゥリー。
1. ビートルバム - "Beetlebum" – 5:04
先行シングル。加熱するブームの狂騒からくる疲弊感、ドラッグへの逃避というダークな精神状態を表すかのような内省性の中に、危うさと美しさを内包したオルタナ・サイケ・ナンバー。リリース当時は「コカインの曲」とも形容されていた。タイトルの「ビートルバム」は造語であるが、ジョン・レノンにインスパイアされて作曲されたとも言われている。ボーカル部分はレイキャヴィークで収録。グレアムの独創的なギターワークが曲の骨組みを担う。バンド2度目の全英1位を獲得。プロモーション・ビデオはBig Sky StudiosのStudio3にて撮影され[16]、監督はソフィー・ミュラーが務めた[17]。また、ブラーのビデオでは初めてアニメーションが使われた。
2. ソング2 - "Song 2" – 2:02
アルバムからの2ndシングル。全英2位。タイトルは、演奏時間(2分)に由来するという説や、デモ作成時のコードネームがそのまま付けられたという説がある。構成はヴァースとコーラスのみというシンプルかつパンキッシュな曲で、グレアムとデイヴのツイン・ドラムによるイントロが印象的。歌詞に特に意味はなく、オートマティスムの手法によって書かれたという。それまでマーケティングの鬼門であったアメリカでも商業的成功をもたらしたブラー最大のヒット曲であり、インテルやナイキをはじめ数多くのCMで使用され、数多くのミュージシャンからカヴァーされている。アメリカ軍からステルス戦闘機の発表記念会のテーマ曲として使用したいとオファーがあり多額のギャランティーを提示されたというが、メンバーは断ったという。ライブのハイライトを飾り最高潮の盛り上がりを現出するアッパー・チューン。「ロックの精神」をメタファー化したかのような「強風」がメンバーに襲い掛かるというシュールで激しいビデオ・クリップも人気となり、MTV等で大量にオンエアされた。
3. カントリー・サド・バラッド・マン - "Country Sad Ballad Man" – 4:50
「ソング2」と同じく、オートマティスムの手法によって作詞されている。
4. M.O.R.（英語版） - "M.O.R." – 3:27
アルバムからの4thシングル。全英15位。デヴィッド・ボウイ、ブライアン・イーノらへのオマージュ・ソングであり、作曲者にもクレジットされている。
5. オン・ユア・オウン - "On Your Own" – 4:26
アルバムからの3rdシングル。全英5位。
6. テーマ・フロム・レトロ - "Theme from Retro" – 3:37
7. ユー・アー・ソー・グレイト - "You're So Great" – 3:35 (作詞、作曲・コクソン)
グレアムが初めて一人で作詞・作曲を手掛け、ボーカルも務めた弾き語り曲。この曲をレコーディングする際、恥ずかしくてたまらず、電気を消して机の下で歌ったという。
8. デス・オブ・ア・パーティ - "Death of a Party" – 4:33
9. チャイニーズ・ボム - "Chinese Bombs" – 1:24
10. アイム・ジャスト・ア・キラー・フォー・ユア・ラヴ - "I'm Just a Killer for Your Love" – 4:11
11. ルック・インサイド・アメリカ - "Look Inside America" – 3:50
12. ストレンジ・ニュース・フロム・アナザー・スター - "Strange News from Another Star" – 4:02
当時デーモンが傾倒していたアイスランドがテーマ。タイトルはヘルマン・ヘッセの小説のタイトルから由来している。
13. ムーヴィン・オン - "Movin' On" – 3:44
テルミンを使用。
14. エセックス・ドッグス - "Essex Dogs" – 8:08
ブラーの曲で初めてダブステップの手法が用いられた。バンドの故郷であるエセックスへのネガティブな感情を表した曲。

日本盤ボーナストラック
1. ダンスホール - "Dancehall"